# Тоноян Размік Андранікович
Тоноян Размік Андранікович (нар. 28 вересня 1988) — український самбіст, срібний призер літньої Універсіади у Казані.

## Біографія

### Універсіада 2013
На літній Універсіаді, яка проходила з 6-о по 17-е липня у Казані, Размік предсталяв Україну у самбо у ваговій категорії понад 100 кг. та завоював срібну нагороду. Українець почав одразу з чвертьфіналу. У цій сутичці він переміг литовця Зілвінаса Забарскаса 5:1. Далі, у півфіналі він виграв у ізраїльтянина Грегорі Рудельсона — 5:2. У фіналі Тоноян змагався з росіянином Олександром Кучумовим, якому поступився одним очком 6:5.

## Державні нагороди
- Орден Данила Галицького (25 липня 2013) — за досягнення високих спортивних результатів на XXVII Всесвітній літній Універсіаді в Казані, виявлені самовідданість та волю до перемоги, піднесення міжнародного авторитету України[3]